# Luitpoldbrücke (Passau)

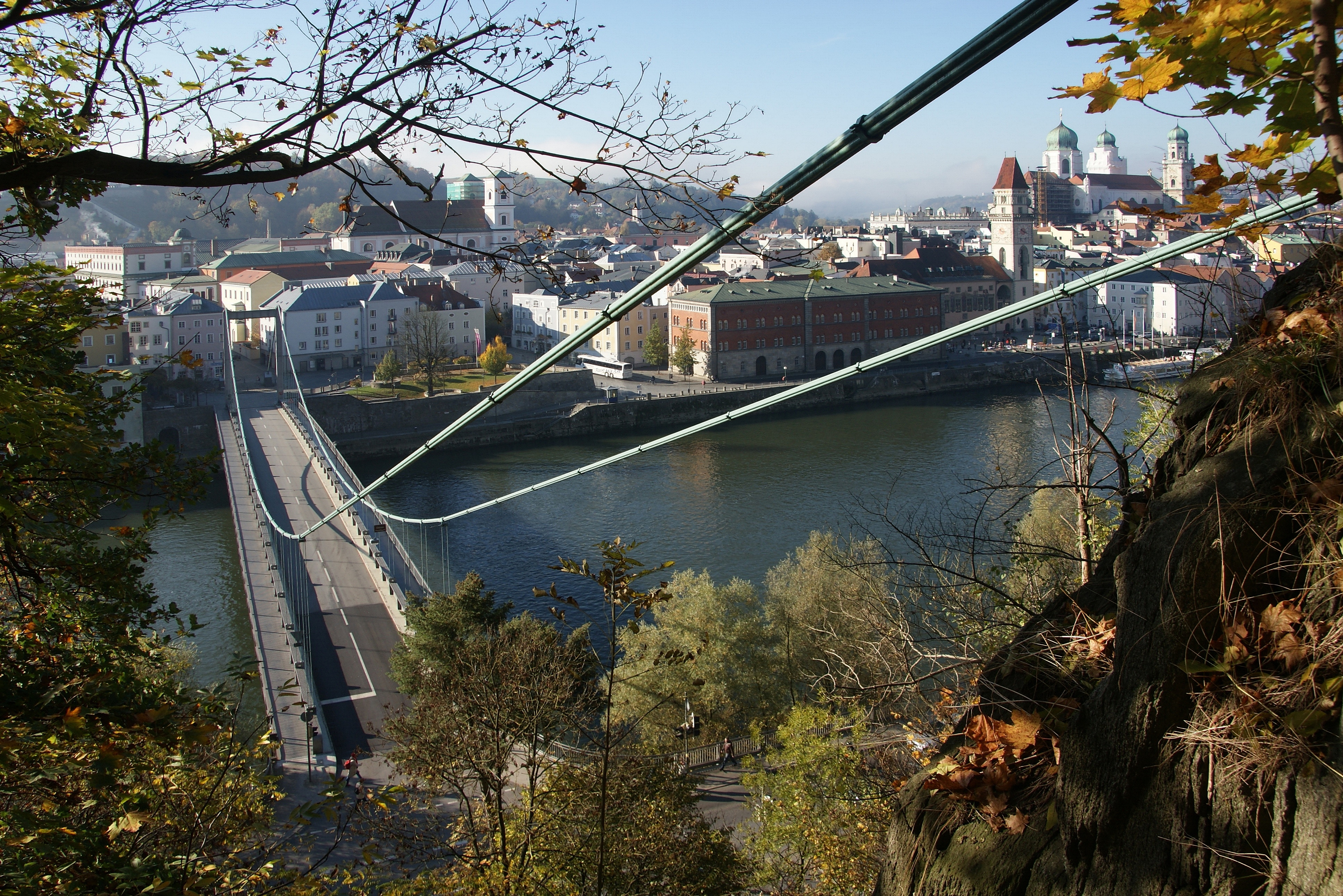
Die Luitpoldbrücke über die Donau von unterhalb der Veste Oberhaus

Die Luitpoldbrücke (umgangssprachlich oft nur „Hängebrücke“ genannt) ist eine 208 m lange Hängebrücke in Passau, die kurz vor der Einmündung der Ilz in die Donau die Ortspitze der Altstadt mit der Angerstraße unterhalb der Veste Oberhaus verbindet. Das Bauwerk überspannt mit 126 m Stützweite seit 1910 die Donau am Flusskilometer 2225,750. Auf der Südseite werden die Tragkabel über einen Pylon geführt und mit Ankerblöcken im Baugrund verankert, auf der Nordseite sind sie in einer Felswand unterhalb der Veste Oberhaus verankert.
Mit einer Durchfahrtshöhe von nur 5,15 m über dem Höchsten Schifffahrtswasserstand (HSW 2010) (im Scheitel 5,95 m; benachbarte Brücken haben 7,70 bzw. 9,50 m) ist sie für die Donauschifffahrt eine der niedrigsten Brücken über die Donau.

## Geschichte

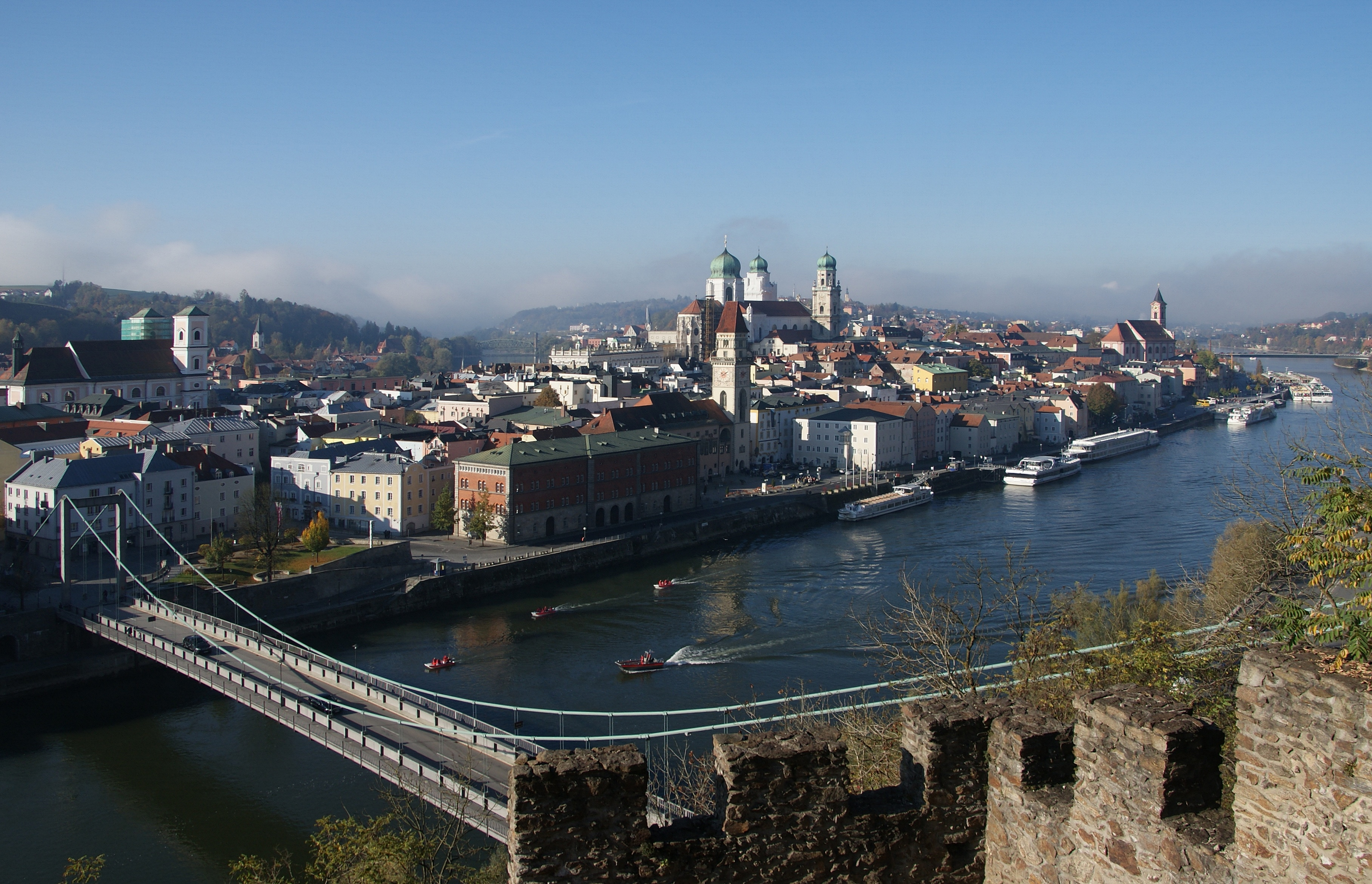
Die „Hängebrücke“ mit der Altstadt im Hintergrund

Die Brücke wurde als Ersatz für den 1869 erbauten, etwa 100 m stromabwärts gelegene Kettensteg geplant, dessen Drahtseile um 1900 durch Korrosion stark beschädigt waren. Erste Überlegungen zugunsten einer kostengünstigen Brückenkonstruktion mit über dem Fluss hoch aufragenden eisernen Sichelträgern führten zu zahlreichen Protesten, die sich gegen eine befürchtete Zerstörung des Stadtbilds richteten. Schließlich entschied man sich für eine viel aufwändigere Kabelhängebrücke, die zwar breiter und tragfähiger als die alte Fußgängerbrücke war, aber wie diese durch das filigrane Tragwerk aus Drahtkabeln kaum in das Stadt- bzw. Landschaftsbild eingriff.
Zunächst wurden zwei je 25 cm starke Stahlseile von je 960 Tonnen Bruchfestigkeit über die Donau gespannt. Von einer Pontonplattform aus erfolgte die Montage von 40 Querträgern. Die Gehwege zu beiden Seiten der Fahrbahn wurden mit Eisenbetonplatten bedeckt und die Straße gepflastert. Die Einweihung erfolgte 1911. Auf der Passauer Seite hat sie normale Pylone, auf der Hangseite, in der die Tragseile erdverankert sind, nur kleine Pylone.
Kurz vor Ende des Zweiten Weltkriegs am 2. Mai 1945, unmittelbar vor dem Einmarsch US-amerikanischer Truppen, wurde die Brücke teilweise gesprengt. Spenden und die Unterstützung durch die bayerischen Ministerien ermöglichten die relativ zügige Instandsetzung und eine erneute Freigabe für den Verkehr am 17. August 1948. Beim Wiederaufbau war der Ingenieur Rudolf Barbré wesentlich beteiligt.
In den Jahren 2017 und 2018 erfolgte eine Generalsanierung der Brücke in Höhe von 4,3 Mio. Euro, die die Erneuerung des Korrosionsschutzes und der Fahrbahn beinhaltete.
Zum 01. März 2025 erfolgte eine Sperrung der Brücke für Fahrzeuge mit einem zulässigen Gesamtgewicht über 16 Tonnen. Dies betrifft den städtischen und überörtlichen Linien- und Schülerverkehr aus Nordosten sowie die Anbindung der Altstadt an den ÖPNV, da dieser über die Schanzlbrücke und den Anger umgeleitet werden muss und die Altstadt dadurch nicht mehr bedient. Grund für die Sperrung war eine notwendige statische Nachrechnung, um die Brücke ggf. in eine höhere Belastungsklasse einzustufen. Zum 01. August 2025, während der laufenden Berechnungen, wurde die Tonnagebeschränkung auf 3,5 Tonnen herabgesetzt, mit Ausnahme für Kleinbusse der K-Linien sowie Einsatzfahrzeuge.